# Peperomia occultum
Peperomia occultum är en pepparväxtart som beskrevs av William Trelease. Peperomia occultum ingår i släktet peperomior, och familjen pepparväxter. Inga underarter finns listade i Catalogue of Life.